# Radomir (Bulgaria)
Radomir (in bulgaro Радомир?) è un comune bulgaro situato nella Regione di Pernik di 22 964 abitanti (dati 2009). La sede comunale è nella località omonima

## Geografia antropica
Il comune è formato dall'insieme delle seguenti località:
- Radomir (sede comunale)
- Bajkalsko
- Belanica
- Boboraci
- Bornarevo
- Červena mogila
- Čukovec
- Debeli lag
- Dolna Dikanja
- Dolni Rakovec
- Dragomirovo
- Dren
- Drugan
- Gorna Dikanja
- Gălăbnik
- Izvor
- Kasilag
- Klenovik
- Kondofrej
- Kopanica
- Košarite
- Negovanci
- Nikolaevo
- Pocărnenci
- Priboj
- Radiboš
- Staro selo
- Stefanovo
- Ugljarci
- Vladimir
- Žedna
- Žituša